# 杞国故城遗址
杞国故城遗址，又名杞城遗址、杞城故城，是位于中华人民共和国山东省潍坊市坊子区黄旗堡街道的古城遗址。
杞国故城遗址是东周春秋时期诸侯国之一杞国都城淳于及汉代淳于县的遗址，国家文物局称其“为研究杞国的文化发展、杞迁山东的经过、时间等杞国历史提供了重要的材料”。建国后开始对遗址进行系统性发掘，并出土有国家一级文物盘龙三足石砚。遗址目前为全国重点文物保护单位，各部分由坊子区文物局及黄旗堡街道逄王一村、杞西村与周家庄子村负责保护。遗址附近有山东省文物保护单位田家汶畔遗址（田家汶泮遗址）。

## 位置、规模、组成
杞国故城遗址位于黄旗堡街道西南部，距离安丘市17公里。遗址在潍汶河与潍河两河之间的平原西侧，前者靠近遗址西面、后者距遗址东面5.3公里。遗址范围跨越多个村庄。遗址平面形状接近不规则方形，东西略宽（约1600米）、南北略窄（约1560米），呈东北、西南向倾斜。遗址总面积为2670437平方米、城内面积为2246951平方米。遗址由杞国故城城墙、皇城顶遗址、逄王墓、周家庄子遗址与墓地等部分组成。遗址西北部为黄沙土高岗地、东部及南部为黑黏土地。

### 杞国故城城墙
杞国故城经勘探测得城壕总长度为6428米、城墙总长度为6203米。城墙形状不规则、东北、西南侧外突。四面有门，其中西、北、东各发现一座，南侧发现四处类似城门遗迹，其中确认两座城门。城墙应始建于东周，汉代沿用。
故城现残存有城墙一段，为西侧南端城墙，残长约80米，残宽、残高皆为3米左右，以黄褐土夯筑，夯土层厚约0.3米。东侧北端城墙有约500米长残迹，夯土层厚达0.2米，被认为符合汉代建筑技术特点。

### 皇城顶遗址
皇城顶遗址位于杞西村的一处高台地，台地高约2米、面积约300平方米，名称沿袭自当地民众对台地的称呼。皇城顶台地被认为是杞国故城的内城，但没有古建筑残留，现为村民种植花生的耕地。杞国故城的考古发现多出于此。

### 逄王墓
又名“杞隐公陵”、“逄王陵”、“爬王冢”、“逄王冢”，位于逄王一村西南，相传是杞国国君杞隐公的陵墓。现存陵墓高2米、直径15米。
鲁定公四年（公元前506年）五月，以晋国为首的各诸侯会盟于皋鼬，杞伯姒成（杞悼公）于会盟中途去世，长子姒乞即位，即杞隐公。同年七月，其弟姒过政变篡位，杀死隐公，自立为杞僖公（杞釐公）。传说隐公在政变被刺伤后逃出都城，但因伤重爬到这里便去世了，因而僖公即位后，在此处建造陵墓埋葬隐公。因为这个故事，百姓便称此地为“爬王冢”，后传为“逄王冢”。陵墓原有450平方米，封土有5米高，因群众在此取土而缩小。上世纪70年代末因采土过多陵室暴露，1999年又曾遭盗墓，经文物部门多次抢救保护，恢复为现况。

### 周家庄子遗址、墓地
又名“九女冢”，位于周家庄子村，是汉代遗址。现残存冢高6米、直径40米。冢西南端已被破坏，内有以青砖砌成的墓道。
“九女冢”的名字来源于一段传说：相传在鲁僖公十四年（公元前646年），杞国被淮夷入侵，杞成公的某个女婿是夷人，内通外敌，致使淳于被攻陷，杞成公出逃并在诸侯帮助下迁至缘陵。之后他回到这里建立陵墓，并将他的九个女儿活葬于内。原墓占地约一亩，后因百姓建设取土缩小。

### 文物保护范围及建设控制地带
杞国故城遗址分为两部分（逄王陵与杞国故城）划定文物保护范围及建设控制地带，其中逄王陵的文物保护范围是“以逄王陵封土中心外扩约50米为界”、建设控制地带是“以保护范围外扩约50米为界”；杞国故城的文物保护范围是“东至杞东村、杨家街村、东门口村以东水泥路西侧，南至水场官庄村民居北院墙外侧、西门口西村以南水泥路北侧，西至汶河东岸河堤路东侧，北至城后村村内水泥路、杞东村以北水泥路南侧”、建设控制地带是“东至刘家石桥村及田石桥村以西水泥路西侧、杞东村村东民居院墙外侧，南至西门口西村村南第二条水泥路北侧、水场官庄村以南水泥路北侧，西至汶河东岸河堤路东侧，北至城后村民居院墙北侧、杞东村以北第二条水泥路南侧”。

## 历史
淳于曾是周代诸侯国州国的都城，后来被杞国所夺取。杞国曾两次定都淳于，第一次从是鲁桓公年间（公元前711年-前694年）到鲁僖公十四年（公元前646年），第二次是鲁襄公二十九年（公元前544年）到春秋晚期。杞国消亡后，淳于归属齐国，秦灭六国后属胶东郡管辖。西汉置淳于县，属青州北海郡；东汉、曹魏时属北海国；西晋时属城阳郡；北魏时属平昌郡。北齐天保七年（公元556年）并撤。
清朝末年，杞国故城城墙、护城河基本保持完整。解放后，因百姓建设需要，城墙被大量取土。20世纪60年代，政府曾对故城遗址进行系统性发掘，在皇城顶遗址发现钱模、砚石、铜剑、熏炉、铁猪、鼎、陶制品等大批文物。1979年冬，因“农业学大寨”，逄王公社将城墙、护城河夷平，改为农田。
1981年，政府开始对故城遗址进行考古调查。1984年12月21日，杞城遗址被安丘县人民政府公布为第二批县级重点文物保护单位，2001年，被潍坊市人民政府公布为市级重点文物保护单位。2009年，即第三次全国文物普查期间，山东大学历史文化学院主持了对遗址的调查。2013年3月5日，遗址被中华人民共和国国务院公布为第七批全国重点文物保护单位。2015年，故城遗址获批进行保护规划编制立项。2016年，山东省文物考古研究所与坊子区文物局联合进行了对故城遗址的第一期考古勘探，其中在3月7日至5月4日，山东省文物考古研究所对故城城墙及壕沟分布范围进行了首次勘探。同年，遗址古墓葬部分获批建设安防工程项目。2023年，山东省文物考古研究院对故城遗址进行了二期考古勘探。

## 考古发现
故城遗址内有大量古遗址、墓葬，文化堆积丰富。皇城顶台地北侧断崖文化层厚达1.5—2.0米，可以见到各种陶器及筒瓦的残片，台地上也曾发现有大量铜钱。遗址内地表曾采集到东周时期的泥质灰陶绳纹罐、瓦棱纹灰陶盆、卷云纹半瓦当、陶拍、豆等器具的残片；出土的有战国至汉代的筒瓦、瓦当、陶罐、陶盆、陶瓮、灰陶花纹砖、石砚、铁镢、铜剑、钱范、铜鼎及铜盉等文物。

### 盘龙三足石砚
国家一级文物，年代为汉代，1976年因黄旗堡镇（今黄旗堡街道）杞城村农民王勤友家建房而出土。现藏于安丘市博物馆。
圆形灰色沙石岩砚，通高为12厘米、直径为15厘米。由砚身、砚盖、研石三部分组成。砚身高4厘米，砚池底部刻有盘龙装饰，砚足为龙首（或兽首）状；砚盖为斗笠状，高8厘米，顶部刻有一条大昂首盘龙作为盖纽，大龙下斜边周围刻有波浪纹及四条小龙；研石高4厘米，为蹲羊形，放置在砚内，即盖下圆形凹槽之中。
1991年12月，山东省文物鉴定委员会鉴定其为国家一级文物。

### 卧驼铜镇
汉代文物，现藏坊子区博物馆。
近半球形铜镇，高5.5厘米、最大底径为7.4厘米、重量达748克，外表似骆驼卧倒蜷缩，驼头微微抬起，驼峰耸立在后。被认为是潍汶河流域与外地贸易往来及中西方交流的历史遗存。

### 鸡首铜鐎盉
汉代文物，现藏坊子区博物馆。
带柄三足近椭圆形铜鐎盉，高16厘米、口径9厘米、腹径17厘米、柄长15厘米、重量达1891克。有盖，上有桥形盖钮及柿蒂纹。器物为直口、矮领，一侧有鸡首形壶嘴，另一侧有中空方形手柄，下方是三个兽形足。是汉代贵族的温酒器，反映了汉时当地有较成熟的的铸造工艺。